# 청주중앙여자중학교
청주중앙여자중학교(淸州中央女子中學校)는 대한민국 충청북도 청주시 청원구 사천동에 있는 공립 중학교이다.

## 학교 연혁
- 1977년 12월 30일 : 청주중앙여자중학교 설립인가(18학급)
- 1978년 3월 6일 : 개교 및 입학식(6학급)
- 1981년 2월 13일 : 제1회 졸업식(졸업생 419명)
- 1990년 9월 17일 : 체육관 준공(김수녕 기념관)
- 1994년 10월 20일 : 교육부 지정 연구학교 운영보고
- 2002년 12월 30일 : 디지털 도서실 설치
- 2007년 12월 21일 : 다솜궁터 준공
- 2009년 6월 26일 : 학교 숲 조성
- 2012년 3월 1일 : 19학급(특수학급 1학급)
- 2013년 2월 25일 : 선진형 교과교실 운영
- 2014년 3월 1일 : 디지털교과서 교육부 요청 도지정 연구학교
- 2024년 1월 9일 : 2023학년도 제44회 졸업식(159명) 총 19,104명 졸업
- 2024년 3월 4일 : 2024학년도 제47회 입학식(162명)
- 2024년 9월 1일 : 제22대 정성용 교장 부임

## 참고 자료
- 청주중앙여자중학교 - 한국교육학술정보원 학교알리미